# Teddy Mézague
Pour les articles homonymes, voir Mézague.
Teddy Mézague, né le 27 mai 1990 à Marseille en France, est un footballeur franco-camerounais. Il évolue au poste de défenseur central. Il est le frère du footballeur Valéry Mézague.

## Biographie

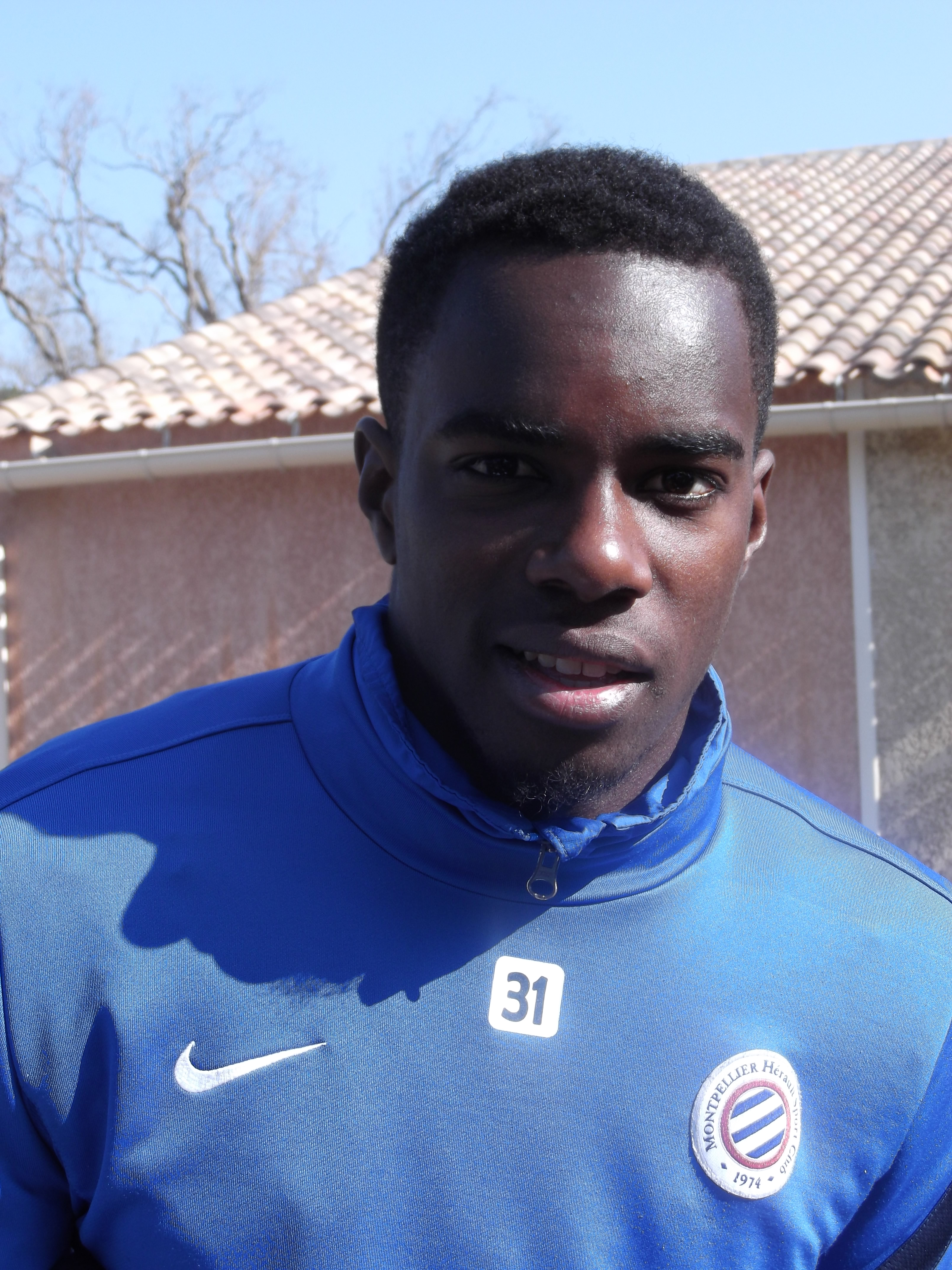
Teddy Mézague avec Montpellier en 2013

Formé au MHSC, Teddy Mézague dispute son premier match de Ligue 1 le 27 avril 2013, lors de AC Ajaccio - Montpellier (victoire 2-1 pour l'AC Ajaccio). Il marque son premier but chez les pros, le 5 janvier 2014, en Coupe de France de football, contre Rodez (victoire 2-0). Le 7 juillet 2014, le club belge de Mouscron, promu en Division 1, annonce le recrutement de l'ex-montpelliérain.
Le 29 août 2016, il s'engage avec le club anglais de Leyton Orient.
Après avoir passé seulement un an à Leyton Orient, il revient au Royal Excel Mouscron.
Le 12 septembre 2018, libre depuis l'issue de son contrat avec le Royal Excel Mouscron, il s'engage pour trois saisons avec le Dinamo Bucarest. Mais son contrat est résilié trois mois après, Mézague indiquant qu'on a imité sa signature sur le contrat, et annonce qu'il engage des poursuites judiciaires contre le club.
Le 26 juin 2019, il est annoncé dans le groupe de l'UNFP FC, équipe qui permet à des footballeurs professionnels au chômage de faire une préparation physique correcte et d'effectuer plusieurs matchs amicaux contre des équipes professionnelles, ceci dans l'objectif de se montrer et de décrocher un contrat professionnel.

## Statistiques
| Saison                | Club                  | Championnat           | Championnat | Championnat | Coupe(s) nationale(s) | Coupe(s) nationale(s) | Total | Total |
| Saison                | Club                  | Division              | M.          | B.          | M.                    | B.                    | M.    | B.    |
| 2011-2012             | FC Martigues (prêt)   | National              | 28          | 3           | 2                     | 0                     | 30    | 3     |
| 2012-2013             | Montpellier HSC       | Ligue 1               | 5           | 0           | -                     | -                     | 5     | 0     |
| 2013-2014             | Montpellier HSC       | Ligue 1               | 9           | 0           | 2                     | 1                     | 11    | 1     |
| Sous-total            | Sous-total            | Sous-total            | 14          | 0           | 2                     | 1                     | 16    | 1     |
| 2014-2015             | RE Mouscron           | Division 1            | 25          | 0           | -                     | -                     | 25    | 0     |
| 2015-2016             | RE Mouscron           | Division 1            | 34          | 1           | 3                     | 0                     | 37    | 1     |
| Sous-total            | Sous-total            | Sous-total            | 59          | 1           | 3                     | 0                     | 62    | 1     |
| 2016-2017             | Leyton Orient         | League Two            | 17          | 1           | -                     | -                     | 17    | 1     |
| 2017-2018             | RE Mouscron           | Division 1A           | 29          | 3           | 2                     | 0                     | 31    | 3     |
| 2018-2019             | Dinamo Bucarest       | Liga 1                | 4           | 0           | -                     | -                     | 4     | 0     |
| 2018-2019             | Hapoël Raanana        | Ligat Ha'Al           | 4           | 0           | -                     | -                     | 4     | 0     |
| 2019-2020             | PFK Beroe             | Prva Liga             | 11          | 0           | -                     | -                     | 11    | 0     |
| 2020-2021             | PFK Beroe             | Prva Liga             | 30          | 0           | 2                     | 0                     | 32    | 0     |
| Sous-total            | Sous-total            | Sous-total            | 41          | 0           | 2                     | 0                     | 43    | 0     |
| 2021-2022             | Eyüpspor              | 1. Lig                | 32          | 0           | 1                     | 0                     | 33    | 0     |
| 2022-2023             | Ararat Erevan         | Premier League        | 9           | 1           | -                     | -                     | 9     | 1     |
| 2023-2024             | RE Vitron             | 1ste Nationale        | 23          | 0           | -                     | -                     | 23    | 0     |
| Total sur la carrière | Total sur la carrière | Total sur la carrière | 260         | 9           | 12                    | 1                     | 272   | 10    |

## Palmarès
- Vainqueur de la Coupe Gambardella en 2009 avec le Montpellier HSC[10].
- Finaliste de la Coupe de la Ligue en 2011 avec le Montpellier HSC.